# Ованес Тлкуранці
Ованес Тлкуранці (XV — XVI ст) — вірменський поет. (У літературі трапляються й інші варіанти написання його імені та/або прізвища: Ованнес Тилкуранський, Ованес Тулкуранці.) 

## Біографія та творчість
Відомості про життя Ованеса Тлкуранці дуже мізерні. Відомо, що він народився в селі Тлкуран, поблизу Кілікії. У 1489–1525 роках поет, що на той час досяг похилого віку, був Католикосом у місті Сиса (Килікия). 
Твори Тлкуранці здобули заслужену популярність ще за життя автора. Найпопулярніша з них «Пісня про хороброго Ліпарі» заснована на переказі про боротьбу вірменського полководця проти єгипетських мамлюків та його трагічну загибель. У творчості поета особливе місцн займає любовна лірика («Пісня любові», «Зустрів я красуню неждано») та вірші дидактичного характеру, повчання про страх смерті, про шкоду вина, про хибних друзів, тощо.